# Brandon, Durham
Brandon är en by i kommunen Durham i grevskapet Durham i England. Byn är belägen 3,8 km 
från Durham. Orten har 9 847 invånare (2015).